# Rana faber
Rana faber é uma espécie de anfíbio da família Ranidae.
Pode ser encontrada nos seguintes países: Camboja e possivelmente em Tailândia.
Os seus habitats naturais são: florestas subtropicais ou tropicais húmidas de baixa altitude, pântanos subtropicais ou tropicais, regiões subtropicais ou tropicais húmidas de alta altitude, matagal húmido tropical ou subtropical, campos de altitude subtropicais ou tropicais, rios, jardins rurais e florestas secundárias altamente degradadas.